# Olga Daniłowa
Olga Walerjewna Daniłowa (ros. Ольга Валерьевна Данилова, ur. 10 czerwca 1970 w Bugulmie) – rosyjska biegaczka narciarska, trzykrotna medalistka olimpijska i jedenastokrotna medalistka mistrzostw świata, uczestnicząca w zawodach w latach 1991 – 2002.

## Kariera
Po raz pierwszy na arenie międzynarodowej pojawiła się w 1988 roku, startując na mistrzostwach świata juniorów w Saalfelden. Zajęła tam siódme miejsce w biegu na 5 km techniką klasyczną oraz 28. miejsce w biegu na 15 km stylem dowolnym. Na rozgrywanych rok później 
mistrzostwach świata juniorów w Vang zdobyła złoto w sztafecie, a w biegu na 5 km była trzecia. Ponadto podczas mistrzostw świata juniorów w Les Saisies w 1990 roku była najlepsza w sztafecie i biegu na 5 km, a w biegu na 15 km była trzecia.
Jej olimpijskim debiutem były igrzyska w Albertville w 1992 r. W swoim najlepszym starcie zajęła tam 6. miejsce w biegu na 5 km techniką klasyczną. Nie startowała na igrzyskach w Lillehammer. Największe sukcesy odniosła na igrzyskach olimpijskich w Nagano, gdzie zdobyła złote medale w sztafecie (razem z Niną Gawriluk, Jeleną Välbe i Łarisą Łazutiną) oraz w biegu na 15 km techniką klasyczną. Ponadto zdobyła srebrny medal w biegu pościgowym, w którym uległa jedynie swej rodaczce Łazutinie.
W 2002 r. wystartowała na zimowych igrzyskach olimpijskich w Salt Lake City. Zdobyła wtedy złoto w biegu łączonym 2 × 5 km oraz srebro w biegu na 10 km techniką klasyczną. Jako jedna z trzech zawodników została jednak zdyskwalifikowana za stosowanie dopingu po badaniu krwi na obecność darbepoetyny alfa.
Rosyjski Komitet Olimpijski uznał tę decyzję za niesprawiedliwą i dyskryminującą rosyjskich biegaczy. W lutym 2004 r. Międzynarodowy Komitet Olimpijski odebrał Oldze Daniłowej medale zdobyte podczas igrzysk w Salt Lake City. Została także zdyskwalifikowana przez MKOl na dwa lata.
Daniłowa zdobyła także jedenaście medali na mistrzostwach świata w narciarstwie klasycznym. Zadebiutowała w 1993 r. podczas mistrzostw świata w Falun zajmując 8. miejsce w biegu na 15 km stylem klasycznym. Już na mistrzostwach świata w Thunder Bay zdobyła swoje pierwsze medale: złoty w sztafecie oraz brązowy w biegu pościgowym. Na mistrzostwach świata w Trondheim osiągnęła prawie identyczny wynik zdobywając wspólnie z Łazutiną, Gawriluk i Välbe złoto w sztafecie oraz brązowy medal w biegu na 5 km techniką klasyczną. Jeszcze lepiej zaprezentowała się podczas mistrzostw w Ramsau, gdzie zdobyła kolejne złoto w sztafecie oraz dwa srebrne medale: w biegu na 5 km technika klasyczną, który wygrała Norweżka Bente Martinsen oraz w biegu na 30 km stylem klasycznym, w którym lepsza była jedynie Łarisa Łazutina. Mimo tak dobrych wyników w Ramsau to jednak mistrzostwa świata w Lahti były najlepszymi w jej karierze, zdobyła tam aż 4 medale. W sztafecie razem z Łazutiną, Juliją Czepałową i Niną Gawriluk zdobyła swoje czwarte złoto z rzędu w tej konkurencji. Ponadto na dystansach 10 oraz 15 km techniką klasyczną zdobyła srebrne medale (oba biegi wygrała Bente Skari), a w biegu łączonym na 10 km była trzecia.
Najlepsze wyniki osiągała w sezonie 1999/2000, kiedy to zajęła 4. miejsce w klasyfikacji generalnej, a w klasyfikacji długodystansowej była trzecia. Również w sezonie 1994/1995 była czwarta w klasyfikacji generalnej. Łącznie 18 razy stawała na podium zawodów Pucharu Świata, w tym 4 razy zwyciężała. Wygrała także bieg na 30 km na Holmenkollen ski festival w 2000 r.

## Osiągnięcia

### Igrzyska olimpijskie
| Miejsce | Dzień     | Rok  | Miejscowość    | Konkurencja             | Czas biegu | Strata  | Zwyciężczyni      |
| ------- | --------- | ---- | -------------- | ----------------------- | ---------- | ------- | ----------------- |
| 6.      | 13 lutego | 1992 | Albertville    | 5 km stylem klasycznym  | 14:13,8    | +23,4   | Marjut Lukkarinen |
| 11.     | 15 lutego | 1992 | Albertville    | 5+10 km pościgowy       | 40:07,7    | +2:16,5 | Lubow Jegorowa    |
| 20.     | 21 lutego | 1992 | Albertville    | 30 km stylem dowolnym   | 1:22:30,1  | +8:00,6 | Stefania Belmondo |
| 1.      | 8 lutego  | 1998 | Nagano         | 15 km stylem klasycznym | 46:55,4    | -       | -                 |
| 5.      | 10 lutego | 1998 | Nagano         | 5 km stylem klasycznym  | 17:37,9    | +13,4   | Łarisa Łazutina   |
| 2.      | 12 lutego | 1998 | Nagano         | 5+10 km pościgowy       | 46:06,9    | +6,5    | Łarisa Łazutina   |
| 1.      | 15 lutego | 1998 | Nagano         | Sztafeta 4 × 5 km       | 55:13,5    | -       | -                 |
| 13.     | 20 lutego | 1998 | Nagano         | 30 km stylem dowolnym   | 1:22:01,5  | +6:06,6 | Julija Czepałowa  |
| 2.      | 12 lutego | 2002 | Salt Lake City | 10 km stylem klasycznym | 28:05,6    | +2,5    | Bente Skari       |
| 1.      | 12 lutego | 2002 | Salt Lake City | 10 km stylem klasycznym | 28:05,6    | -       | Bente Skari       |
| DNS     | 21 lutego | 2002 | Salt Lake City | Sztafeta 4 × 5 km       | 49:30,6    | -       | Niemcy            |
| 7.      | 24 lutego | 2002 | Salt Lake City | 30 km stylem klasycznym | 1:30:57,1  | +2:47,0 | Gabriella Paruzzi |

### Mistrzostwa świata
| Miejsce | Dzień     | Rok  | Miejscowość | Konkurencja             | Czas biegu | Strata  | Zwyciężczyni                   |
| ------- | --------- | ---- | ----------- | ----------------------- | ---------- | ------- | ------------------------------ |
| 8.      | 19 lutego | 1993 | Falun       | 15 km stylem klasycznym | 44:49,0    | +1:57,1 | Jelena Välbe                   |
| 5.      | 10 marca  | 1995 | Thunder Bay | 15 km stylem klasycznym | 41:27,5    | +1:43,9 | Łarisa Łazutina                |
| 15.     | 12 marca  | 1995 | Thunder Bay | 5 km stylem klasycznym  | 15:23,7    | +1:11,3 | Łarisa Łazutina                |
| 3.      | 14 marca  | 1995 | Thunder Bay | 5+10 km pościgowy       | 43:19,6    | +37,3   | Łarisa Łazutina                |
| 1.      | 16 marca  | 1995 | Thunder Bay | Sztafeta 4 × 5 km       | 53:47,6    | -       | -                              |
| 4.      | 18 marca  | 1995 | Thunder Bay | 30 km stylem dowolnym   | 1:16:27,3  | +39,3 s | Jelena Välbe                   |
| 4.      | 21 lutego | 1997 | Trondheim   | 15 km stylem dowolnym   | 36:28,2    | +45,0   | Jelena Välbe                   |
| 3.      | 23 lutego | 1997 | Trondheim   | 5 km stylem klasycznym  | 13:32,7    | +5,0    | Jelena Välbe                   |
| 5.      | 24 lutego | 1997 | Trondheim   | 5+10 km pościgowy       | 39:13,5    | +29,6   | Stefania Belmondo Jelena Välbe |
| 1.      | 27 lutego | 1997 | Trondheim   | Sztafeta 4 × 5 km       | 56:40,2    | -       | -                              |
| 6.      | 23 lutego | 1997 | Trondheim   | 30 km stylem klasycznym | 13:32,7    | +2:35,6 | Jelena Välbe                   |
| 6.      | 19 lutego | 1999 | Ramsau      | 15 km stylem dowolnym   | 38:49,0    | +1:35,2 | Stefania Belmondo              |
| 2.      | 22 lutego | 1999 | Ramsau      | 5 km stylem klasycznym  | 12:49,8    | +12,7   | Bente Skari                    |
| 5.      | 23 lutego | 1999 | Ramsau      | 15 km łączony           | 42:27,9    | +46,7   | Stefania Belmondo              |
| 1.      | 25 lutego | 1999 | Ramsau      | Sztafeta 4 × 5 km       | 53:05,9    | -       | -                              |
| 2.      | 27 lutego | 1999 | Ramsau      | 30 km stylem klasycznym | 1:29:19,9  | +1:34,0 | Łarisa Łazutina                |
| 2.      | 15 lutego | 2001 | Lahti       | 15 km stylem klasycznym | 43:54,8    | +7,7    | Bente Skari                    |
| 3.      | 18 lutego | 2001 | Lahti       | 10 km łączony           | 28:06,1    | +3,2    | Virpi Kuitunen                 |
| 2.      | 20 lutego | 2001 | Lahti       | 10 km stylem klasycznym | 29:13,5    | +12,9   | Bente Skari                    |
| 1.      | 23 lutego | 2001 | Lahti       | Sztafeta 4 × 5 km       | 53.01,6    | -       | -                              |

### Mistrzostwa świata juniorów
| Miejsce | Dzień    | Rok  | Miejscowość | Konkurencja            | Wynik     | Strata  | Zwyciężczyni       |
| ------- | -------- | ---- | ----------- | ---------------------- | --------- | ------- | ------------------ |
| 7.      | 3 lutego | 1988 | Saalfelden  | 5 km stylem klasycznym | 14:33,6   | +48,2   | Tatjana Bondariewa |
| 28.     | 7 lutego | 1988 | Saalfelden  | 15 km stylem dowolnym  | 40:30,7   | +3:40,1 | Gabriele Heß       |
| 3.      | 18 marca | 1989 | Vang        | 5 km stylem klasycznym | 16:21,8   | +15,7   | Stefania Belmondo  |
| 1.      | 19 marca | 1989 | Vang        | Sztafeta 4 × 5 km      | 1:05:15,0 | -       | -                  |
| 3.      | 28 marca | 1990 | Les Saisies | 15 km stylem dowolnym  | 48:02,8   | +44,0   | Gabriele Heß       |
| 1.      | 30 marca | 1990 | Les Saisies | 5 km stylem klasycznym | 15:19,9   | -       | -                  |
| 1.      | 31 marca | 1990 | Les Saisies | Sztafeta 4 × 5 km      | 1:04:35,7 | -       | -                  |

### Puchar Świata

#### Miejsca w klasyfikacji generalnej
- sezon 1990/1991:21.
- sezon 1991/1992: 22.
- sezon 1992/1993: 20.
- sezon 1993/1994: 15.
- sezon 1994/1995: 4.
- sezon 1996/1997: 5.
- sezon 1997/1998: 7.
- sezon 1998/1999: 8.
- sezon 1999/2000: 4.
- sezon 2000/2001: 7.
- sezon 2001/2002: 7.

#### Zwycięstwa w zawodach Pucharu Świata
| Nr | Dzień      | Rok  | Miejscowość   | Konkurencja             | Czas biegu |
| -- | ---------- | ---- | ------------- | ----------------------- | ---------- |
| 1. | 19 grudnia | 1998 | Davos         | 15 km stylem klasycznym | 41:11,0    |
| 2. | 18 grudnia | 1999 | Davos         | 15 km stylem klasycznym | 42:36,6    |
| 3. | 11 marca   | 2000 | Oslo          | 30 km stylem klasycznym | 1:23:16,8  |
| 4. | 5 stycznia | 2002 | Val di Fiemme | 10 km łączony           | 25:42,1    |

#### Miejsca na podium
| Nr  | Dzień        | Rok  | Miejscowość   | Konkurencja             | Czas biegu | Strata  | Miejsce | Zwycięzca       |
| --- | ------------ | ---- | ------------- | ----------------------- | ---------- | ------- | ------- | --------------- |
| 1.  | 14 grudnia   | 1994 | Tauplitzalm   | 10 km stylem klasycznym | 31:09,2    | +40,0   | 3       | Jelena Välbe    |
| 2.  | 11 lutego    | 1995 | Oslo          | 30 km stylem klasycznym | 1:27:38,5  | +39,2   | 3       | Łarisa Łazutina |
| 3.  | 14 marca     | 1995 | Thunder Bay   | 5+10 km pościgowy       | 43:19,6    | +37,3   | 3       | Łarisa Łazutina |
| 4.  | 23 lutego    | 1997 | Trondheim     | 5 km stylem klasycznym  | 13:32,7    | +5,0    | 3       | Jelena Välbe    |
| 5.  | 19 grudnia   | 1998 | Davos         | 15 km stylem klasycznym | 41:11,0    | -       | 1       | -               |
| 6.  | 22 lutego    | 1999 | Ramsau        | 5 km stylem klasycznym  | 12:49,8    | +12,7   | 2       | Bente Skari     |
| 7.  | 27 lutego    | 1999 | Ramsau        | 30 km stylem klasycznym | 1:29:19,9  | +1:34,0 | 2       | Łarisa Łazutina |
| 8.  | 12 grudnia   | 1999 | Sappada       | 7,5 km stylem dowolnym  | 32:12,7    | +1,6    | 3       | Łarisa Łazutina |
| 9.  | 18 grudnia   | 1999 | Davos         | 15 km stylem klasycznym | 42:36,6    | -       | 1       | -               |
| 10. | 5 lutego     | 2000 | Lillehammer   | 10 km łączony           | 27:03,7    | +4,5    | 2       | Łarisa Łazutina |
| 11. | 11 marca     | 2000 | Oslo          | 30 km stylem klasycznym | 1:23:16,8  | -       | 1       | -               |
| 12. | 17 marca     | 2000 | Bormio        | 5 km stylem dowolnym    | 14:09,1    | +4,2    | 2       | Bente Skari     |
| 13. | 21 lutego    | 1993 | Brusson       | 10 km stylem klasycznym | 27:39,2    | +26,6   | 2       | Bente Skari     |
| 14. | 10 lutego    | 2001 | Otepää        | 5 km stylem klasycznym  | 13:08,8    | +14,7   | 3       | Bente Skari     |
| 15. | 24 listopada | 2001 | Kuopio        | 10 km stylem klasycznym | 28:52,6    | +17,8   | 2       | Bente Skari     |
| 16. | 8 grudnia    | 2001 | Cogne         | 5 km stylem dowolnym    | 14:20,4    | +6,7    | 2       | Bente Skari     |
| 17. | 5 stycznia   | 2002 | Val di Fiemme | 10 km łączony           | 25:42,1    | -       | 1       | -               |
| 18. | 8 stycznia   | 2002 | Val di Fiemme | 15 km stylem klasycznym | 40:37,4    | +0,2    | 2       | Bente Skari     |